# Bandstaartbuizerd
De bandstaartbuizerd (Buteo albonotatus) is een roofvogel uit de familie van de Accipitridae.

## Kenmerken
Deze grote, slanke vogels hebben een zwart verenkleed met lichtgrijze blokjes op de pennen. Op de staart bevinden zich drie witte tot lichtgrijze banden, vandaar de naam. De lichaamslengte bedraagt 55 cm met een vleugelspanwijdte van 140 cm.

## Leefwijze
Hun voedsel bestaat uit kleine zoogdieren, hagedissen en vogels. Op sommige plaatsen jagen ze op kwartels of eekhoorns. Ze ontpoppen zich ook weleens als nestrovers. Ze vliegen weleens op hoogten van 3000 meter, maar over het algemeen houden ze een hoogte van 1000 meter aan.

## Voortplanting
Het nest bevindt zich in hoge dennenbomen of tussen het gebladerte van populieren, maar ook op rotsuitsteeksels bouwen ze weleens nesten. Bij verstoring van de nestvrede kunnen ze behoorlijk lawaaierig te keer gaan, in het bijzonder tijdens de paartijd. Het legsel bestaat uit 2 tot 3 witte eieren met een bruine schijn. Meestal blijft er maar één jong in leven, doordat de zwakste uit het nest worden geduwd, waardoor de overlevingskansen van het andere jong stijgen. Het jong verlaat na 45 dagen het nest, maar keert vaak naar de ouders terug.

## Verspreiding en leefgebied
Deze soort komt voor van Noord tot Zuid-Amerika, met name van de zuidwestelijke Verenigde Staten tot Paraguay, in dichte en open bossen, maar ook op rotsachtige plekken nabij het water, vaak in het gezelschap van gieren.

## Status
De grootte van de populatie is in 2019 geschat op 2 miljoen volwassen vogels. Op de Rode lijst van de IUCN heeft deze soort de status niet bedreigd.